# Chalcatongo de Hidalgo
Chalcatongo de Hidalgo är en kommun i Mexiko.   Den ligger i delstaten Oaxaca, i den sydöstra delen av landet, 300 km sydost om huvudstaden Mexico City.
Följande samhällen finns i Chalcatongo de Hidalgo:
- Villa Chalcatongo de Hidalgo
- Progreso
- Zaragoza
- Independencia
- Abasolo
- Plan de Ayala
- Allende
- Colonia Yurancho
- La Unión
- Guadalupe Villanueva